# Gonionotophis
Gonionotophis is een geslacht van slangen uit de familie Lamprophiidae.

## Naam en indeling
De wetenschappelijke naam van de groep werd voor het eerst voorgesteld door George Albert Boulenger in 1893. Er zijn drie soorten, lange tijd was de groep veel soortenrijker maar de meeste voormalige soorten worden sinds recentelijk aan andere geslachten toegekend, zoals Limaformosa en Mehelya.

## Verspreiding en habitat
De slangen komen voor in delen van Afrika en leven in de landen Guinee-Bissau, Guinee, Ivoorkust, Ghana, Togo, Nigeria, Kameroen, Centraal-Afrikaanse Republiek, Senegal, Liberia, Mali, Tsjaad, Congo-Kinshasa, Congo-Brazzaville, Gabon, Angola, Oeganda. De soort Gonionotophis grantii komt daarnaast mogelijk voor in Benin. De habitat bestaat uit vochtige tropische en subtropische laaglandbossen, droge tropische en subtropische graslanden en scrublands en droge savannen.

## Beschermingsstatus
Door de internationale natuurbeschermingsorganisatie IUCN is aan twee soorten een beschermingsstatus toegewezen. De slangen worden beschouwd als 'veilig' (Least Concern of LC).

## Soorten
Het geslacht omvat de volgende soorten, met de auteur, de persoon naar wie de soortaanduiding is vernoemd en het verspreidingsgebied.
| Naam                    | Auteur         | Vernoemd naar         | Verspreidingsgebied |
| ----------------------- | -------------- | --------------------- | --- |
| Gonionotophis brussauxi | Mocquard, 1889 | Eugène Brussaux       | Kameroen, Congo-Kinshasa, Congo-Brazzaville, Gabon, Angola, Oeganda                                                                       |
| Gonionotophis grantii   | Günther, 1863  | Robert Edmond Grant   | Guinee-Bissau, Guinee, Ivoorkust, Ghana, Togo, Nigeria, Kameroen, Centraal-Afrikaanse Republiek, Senegal, Mali, Tsjaad, mogelijk in Benin |
| Gonionotophis klingi    | Matschie, 1893 | Hauptmann Eugen Kling | Togo, Ivoorkust, Ghana, Guinee, Liberia, Nigeria                                                                                          |